# Humberto Pio
Humberto Pio (Mantena, 1972) é um arquiteto, poeta e professor brasileiro.

## Biografia
Nascido em Mantena, foi criado em Mococa, onde viveu até até 1992, quando se transferiu para São Paulo e se graduou na Faculdade de Arquitetura e Urbanismo da Universidade de São Paulo. Concluiu mestrado em História da Arquitetura e do Urbanismo na Escola de Engenharia de São Carlos da Universidade de São Paulo, com dissertação sobre Rodrigo Lefèvre. Foi aluno do Curso Livre de Formação do Escritor – Poesia 2020 (Casa das Rosas/CAE). Em 2007 inaugurou o Estúdio Risco, formado por artistas de trajetórias variadas e interesses múltiplos, que presta serviços de arquitetura, cenografia, expografia, desenho gráfico, desenho de objeto e videografia . Curador de arquitetura e ensino do website Flávio Império, projeto apoiado pelo Instituto Itaú Cultural, no ar desde 2015.. Desde 2020 é professor de arquitetura efêmera no curso de pós-graduação em Design de Interiores Contemporâneo do Istituto Europeo di Design, em São Paulo. Ministrou em 2022 a oficina on-line "Moderno por acaso? Literatura e arquitetura", do projeto Literatura Brasileira no XXI (Biblioteca Parque Villa-Lobos e Unifesp).

## Obras
– Provisório (Ofícios Terrestres Edições, 2023) – livro de poesia;
– Leocádia (Oficina Tipográfica Papel do Mato, 2023) – epopeia infantojuvenil;
– OFÍC I ÓCIO (Editora Primata, 2023) – plaquete de poesia;
– Talagarça (Editora Reformatório, 2021) – livro de poesia;
– Coágulo (Editora Reformatório, 2019) – livro ganhador do Prêmio Maraã de Poesia 2018 .
Tem poemas publicados em diversas revistas literárias, tais como Vício Velho, Ruído Manifesto, Torquato, Aboio, Arribação, Toró, Lavoura e Literatura e Fechadura; e nas coletâneas Prêmio Off Flip de Literatura 2023: poesia (Selo Off Flip, 2023); Micros, uai! (Pangeia Editora, 2023); A Linha do Trópico: o voo do pouso (Edição do autor, 2023); XXX Prêmio Moutonneé de Poesia (Editora Schoba, 2022); Prêmio Off Flip de Literatura 2020 (Selo Off Flip, 2020); Transitivos (Editora OFF Produções Culturais, 2011) - que teve apoio do Programa de Ação Cultural do Governo do estado de São Paulo; Antologia Ruínas (Editora Patuá, 2020), Longe de Monte Carlo (Edição do autor, 2020) e Prêmio Off Flip de Literatura 2020 (Selo Off Flip, 2020).
Publicou em parceria com Juliana Amaral e Marcelo Dacosta o livro Samba mínimo, extra luxo super (Edição do autor, 2012), que documenta a turnê de quatro anos do espetáculo musical “Samba mínimo”.
Como diretor artístico e cenógrafo atuou nos espetáculos: Cinco sentidos, o enredo do samba paulistano (2007); Juliana Samba – Juliana Amaral (2007-9); Di Freitas (2008); Samba mínimo – Juliana Amaral (2008-11); Verônica Ferriani (2009); Instalação: Páginas Amarelas – Tom Zé (2011-2); SM, XLS – Juliana Amaral (2012-7); Cordal – João Paulo Amaral e Almir Cortes (2014); Açoite – Juliana Amaral (2016-9); Encontro das águas – Orquestra Filarmônica de Violas (2017).
Assina, com Juliana Amaral, a direção artística do CD SM, XLS (2012, Selo Sesc) e do CD Açoite (2016, Selo Circus). Em ambos, tem poemas seus musicados e gravados pela artista: “Mínima” (SM, XLS) e “Desvão” (Açoite) .